# 東海通駅
東海通駅（とうかいどおりえき）は、愛知県名古屋市港区東海通3丁目にある、名古屋市営地下鉄名港線の駅である。駅番号はE04。アクセントカラーは、うすい灰色。

## 歴史
- 1971年（昭和46年）3月29日：名古屋市営地下鉄2号線名城線の駅として開業する。
- 2004年（平成16年）10月6日：4号線の名古屋大学 - 新瑞橋間開業に伴う路線名の改称により、名港線の駅となる。
- 2020年（令和2年）6月15日：可動式ホーム柵使用開始[2]。

## 駅構造

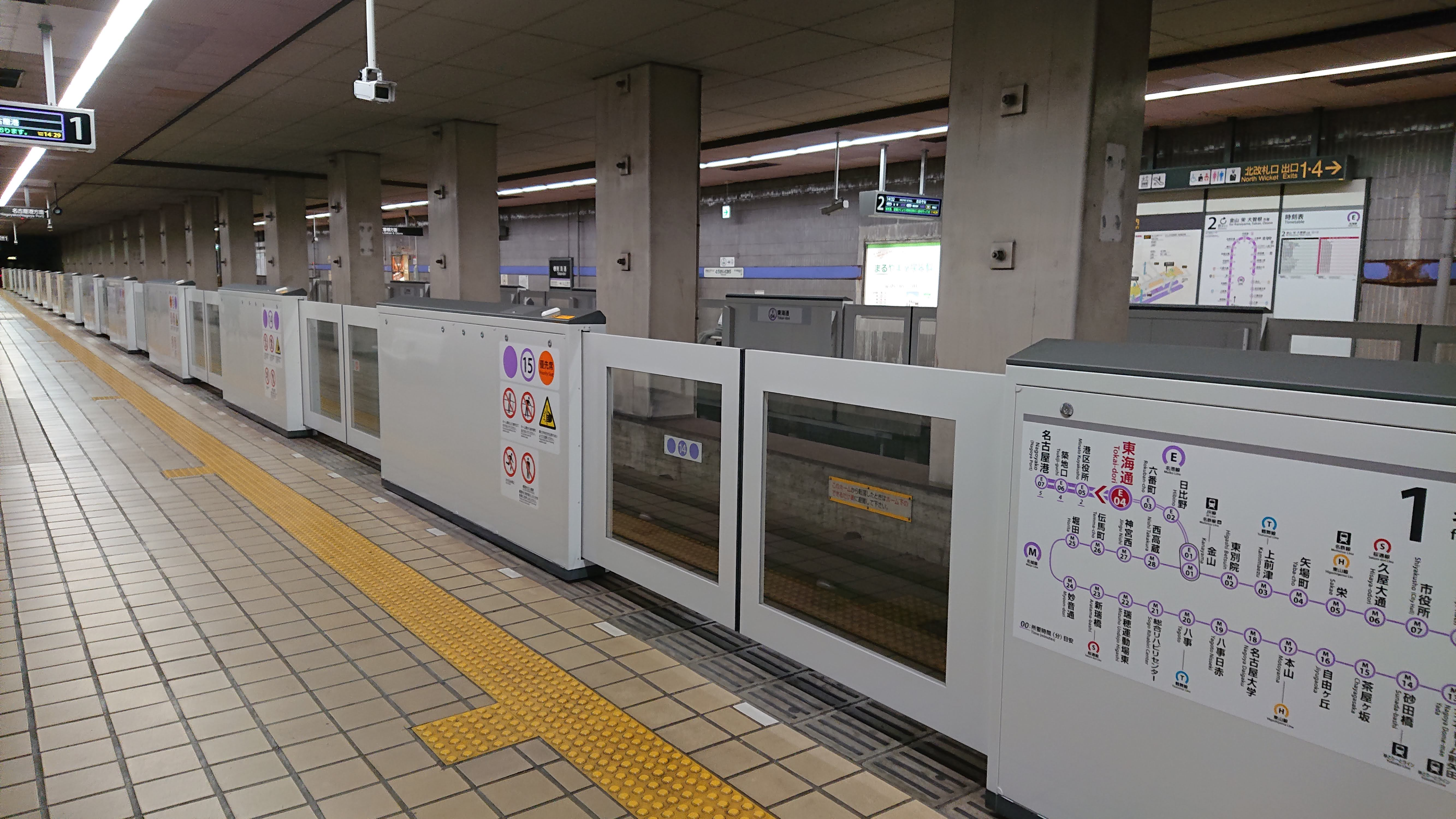
ホーム（2020年9月）

相対式2面2線のホームをもつ地下駅で可動式ホーム柵が設置されている。改札口は南北に1箇所ずつ、出入口は4箇所ある。エレベーターは各ホームと南改札口およびコンコースと地上を結ぶ1基ずつが設置されている。
名古屋港寄りには保守基地と非常用の渡り線がある。
当駅は、名城線南部駅務区金山管区駅が管轄している。

### のりば
| ホーム | 路線            | 行先                 |
| ------ | --------------- | -------------------- |
| 1      | 名港線          | 名古屋港方面         |
| 2      | 名港線・ 名城線 | 金山・栄・大曽根方面 |

## 利用状況
2019年（令和元年）度の1日の平均乗車人員は7,461人である。名港線の駅では、金山、日比野、六番町の次に利用客が多い。港区内を走る市バス主要路線の大半が当駅を経由している。

## 駅周辺
- 名古屋市立中川小学校
- MEGAドン・キホーテUNY 東海通店
- 江川線（名古屋市道江川線）
- 東海通（名古屋市道東海橋線）
- 名古屋高速4号東海線
- ららぽーと名古屋みなとアクルス - 港区役所駅の方がやや近い
  - アオキスーパー ららぽーとみなとアクルス店
- あいち銀行 東海通支店
- 三十三銀行 港支店
- 岡崎信用金庫 港支店・中川支店

## バス路線
名古屋市営バス：東海通バス停

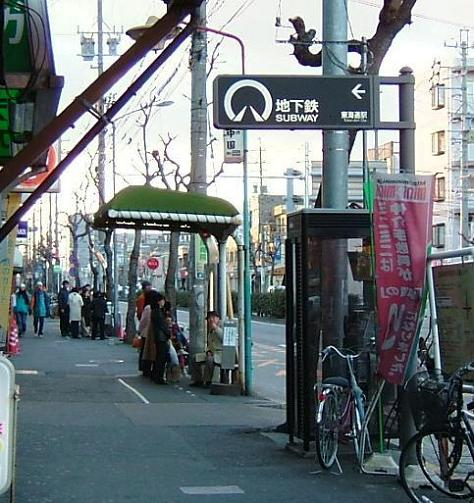
3番出入口前のバス停

東西南北に延びる道路を多くの系統が通過しており、港区における拠点となっている。折り返す系統はなく、そのまま各地へ直通する。
- 幹神宮1：熱田区役所 - 神宮東門 - 東海通 - 多加良浦・河合小橋・中川車庫前
- 名駅19：名古屋駅 - 東海通 - 港区役所
- 栄22：栄 - 東海通 - 港区役所
- 高畑18：港区役所 - 東海通 - 地下鉄高畑 - 東海通 - 港区役所
- 東海11：港区役所 - 東海通 - 多加良浦・南陽交通広場
- 東海12：港区役所 - 東海通 - 河合小橋・南陽交通広場（イオンモール名古屋茶屋）・日光川公園・中川車庫前
- 東海12：六番町 - 東海通 - 河合小橋
- 港巡回：港区役所 - 東海通 - 多加良浦

## 隣の駅
名古屋市営地下鉄
 名港線
六番町駅 (E03) - 東海通駅 (E04) - 港区役所駅 (E05)